# Agneta Bäcklund
Agneta Bäcklund (* 1960) ist eine schwedische Juristin. Seit 2010 ist sie Richterin am Högsta domstolen, dem Obersten Gerichtshof Schwedens.

## Leben und Wirken
Bäcklund studierte Rechtswissenschaften an der Universität Stockholm, wo sie 1985 ihren Abschluss machte. Anschließend absolvierte sie am Bezirksgericht von Norrköping ihren juristischen Vorbereitungsdienst. 1994 trat sie als beisitzende Richterin am Svea hovrätt in den schwedischen Justizdienst ein. Im selben Jahr wechselte sie an das schwedische Justizministerium, wo sie in den folgenden Jahren verschiedene Positionen bekleidete. Nach der Leitung der Abteilung für Strafverfolgung und anschließend der für Strafrecht war sie zuletzt ab 2005 Generaldirektorin für Gesetzgebungsangelegenheiten und Sonderermittlerin der Regierung bei verschiedenen Untersuchungen. In letzterer Funktion setzte sie sich unter anderem für die Einführung von Jugendstrafanstalten in Schweden ein, nachdem es in den bis dato zum Vollzug von Erziehungsmaßregeln gegen Jugendliche üblichen Erziehungsheimen zu Ausbrüchen und Gewalttaten gekommen war. Bis zu deren Auflösung 2005 hatte sie zudem einen Lehrauftrag für Rechtsgeschichte von der John M. Olin Foundation inne.
2010 wurde Bäcklund zur Richterin am Högsta domstolen, dem Obersten Gerichtshof Schwedens, gewählt, wo sie seitdem tätig ist.